# William Hornbeck
William Hornbeck (* 23. August 1901 in Los Angeles, Kalifornien; † 19. Oktober 1983 in Ventura, Kalifornien) war ein US-amerikanischer Filmeditor.

## Biografie
Hornbeck begann seine Karriere 1916 als Assistent in den Laboratorien der Keystone Comedies. Im Alter von 20 Jahren erhielt er erstmals Gelegenheit, eigenverantwortlich einen Filmschnitt auszuführen. Zunächst war er in den Diensten von Mack Sennett beschäftigt und wurde 1933 von dem britischen Filmproduzenten Alexander Korda nach London geholt und bei größeren Filmprojekten wie Rembrandt und Vier Federn eingesetzt.
Nach dem Beginn des Zweiten Weltkriegs folgte er Korda in die Vereinigten Staaten, wo er für die Propagandafilmserie Why We Fight den Schnitt besorgte. Eine häufige Zusammenarbeit fand mit Frank Capra und Anatole Litvak statt, mit denen er überwiegend an Why We Fight gearbeitet hatte. Nach dem Film Plötzlich im letzten Sommer beendete er seine Karriere als Editor, wurde 1960 Manager bei den Universal Studios, wo er für alle Belange des Schnitts zuständig war, und 1966 Vizepräsident. In seine Zuständigkeit als Vizepräsident fielen die Endfassungen von Alfred Hitchcocks Topas, George Lucas’ American Graffiti und Mark Robsons Erdbeben.
Hornbeck wurde viermal für den Oscar in der Kategorie Bester Schnitt nominiert und konnte die Trophäe 1952 für den Film Ein Platz an der Sonne gewinnen.

## Filmografie (Auswahl)
- 1934: Die scharlachrote Blume (The Scarlet Pimpernel)
- 1936: Der Mann, der die Welt verändern wollte (The Man Who Could Work Miracles)
- 1937: Tatjana (Knight without armour) – Schnittaufsicht
- 1937: The Return of the Scarlet Pimpernel – Schnittaufsicht
- 1939: Der Spion in Schwarz (The Spy in Black)
- 1941: Lord Nelsons letzte Liebe (Lady Hamilton)
- 1941: Ein Frauenherz vergißt nie (Lydia)
- 1942: Das Dschungelbuch (Rudyard Kipling’s Jungle Book)
- 1946: Ist das Leben nicht schön? (It’s a Wonderful Life)
- 1947: Singapur (Singapore)
- 1948: Der beste Mann (State of the Union)
- 1949: Die Erbin (The Heiress)
- 1950: Lach und wein mit mir (Riding High)
- 1951: Ein Platz an der Sonne (A Place in the Sun)
- 1952: Wofür das Leben sich lohnt (Something to Live For)
- 1953: Mein großer Freund Shane (Shane)
- 1954: Die barfüßige Gräfin (The Barefoot Contessa)
- 1956: Giganten (Giant)
- 1958: Laßt mich leben (I Want to Live!)
- 1957: Vier Pfeifen Opium (The Quiet American)
- 1959: Eine Nummer zu groß (A Hole in the Head)
- 1959: Plötzlich im letzten Sommer (Suddenly, Last Summer)